# Willi Bars
Willi Bars (* 13. Februar 1916 in Moers-Meerbeck; † 22. Januar 2000 in Köln) war ein deutscher Fußballspieler. Der Offensivspieler hat von 1949 bis 1953 in der damals erstklassigen Fußball-Oberliga West 73 Ligaspiele mit 26 Toren für den 1. FC Köln absolviert. Als Angreifer des VfL Köln 1899 beziehungsweise von Blau-Weiß 90 Berlin hatte er zuvor während des Zweiten Weltkrieges in den Jahren 1941 und 1942 in den Endrunden um die deutsche Fußballmeisterschaft neun Spiele (3 Tore) bestritten.

## Laufbahn

### Jugend und Zweiter Weltkrieg
Seine Kindheit hat Willi Bars in Meerbeck bei Moers verbracht. Nach dem Abitur führte ihn sein Lehramtsstudium nach Trier, wo er sich dem SV Westmark Trier 05, dem späteren Eintracht Trier, als Fußballer anschloss. Nach der Saison 1937/38, Bars hatte mit Westmark den Aufstieg in die Gauliga Mittelrhein verpasst, schloss er sich zur Runde 1938/39 dem VfL Köln 1899 in der Gauliga Mittelrhein an. In der Kriegsrunde 1940/41 gewann der technisch versierte, lauf- und dribbelstarke Stürmer mit gutem Torabschluss, mit dem VfL im Sportbereich 11 im Mittelrhein in der Bereichsklasse mit 29:7 Punkten die Meisterschaft und zog damit in die Endrunde um die deutsche Fußballmeisterschaft ein. Mit der Mannschaft aus dem Weidenpescher Park setzte er sich in den Gruppenspielen mit Mitspielern wie Alfons Moog, Ernst Moog, Josef Kuckertz und Franz Schlawitzki gegen die Konkurrenten von FC 93 Mülhausen, Kickers Offenbach und TuS Helene Altenessen durch und zog in das Halbfinale ein. Das Halbfinale wurde wie auch das Spiel um den 3. Rang jeweils mit 1:4 gegen den FC Schalke 04 beziehungsweise den Dresdner SC mit Richard Hofmann und Helmut Schön verloren. Bars hatte alle acht Spiele bestritten und drei Tore erzielt.
Im weiteren Verlauf des Zweiten Weltkriegs war Bars auch zeitweilig in Berlin stationiert und spielte in dieser Zeit bei Blau-Weiß 90 Berlin. Er kam beim Gaumeister Berlin-Brandenburg in der Endrunde um die deutsche Meisterschaft am 10. Mai 1942 beim 3:1-Heimerfolg gegen den LSV Pütnitz auf Rechtsaußen zum Einsatz. Mitspieler waren unter anderem Johannes Herberger und Gerhard Graf.

### Nach Ende des Krieges und 1. FC Köln
Nach Ende des Zweiten Weltkrieges war Bars wieder beim VfL aktiv und wurde 1947/48 in der Rheinbezirksliga Vizemeister hinter dem neuen Fusionsverein 1. FC Köln, welcher aber nicht den Aufstieg schaffte und dies erst 1949 bewerkstelligen konnte. 
Der Volksschullehrer wechselte zur Saison 1949/50 mit 33 Jahren vom VfL zum 1. FC Köln in die Oberliga West, zum Team um Spielertrainer Hennes Weisweiler und Präsident Franz Kremer. Er debütierte am Rundenstarttag, den 4. September 1949, bei einer 0:2-Auswärtsniederlage des FC bei Rhenania Würselen als Mittelstürmer in der Oberliga West. Beim Start in die Vertragsspielerära absolvierte er an der Seite von Mitspielern wie Franz Alexius, Willi Nagelschmidt und Torjäger Hans Schäfer, in 29 Ligaeinsätzen sieben Tore. Der FC belegte am Rundenende den 5. Rang. Als der FC am 16. November 1949 das Heimspiel vor 21.000 Zuschauern in der Radrennbahn mit 1:0 gegen die „Knappen“ vom FC Schalke 04 mit 1:0 gewann, zeichnete sich Bars als Siegtorschütze aus. In seiner zweiten Oberligasaison, 1950/51, setzte er sich mit 14 Treffern die interne Torschützenkrone auf und der FC rangierte auf dem 4. Rang. Die nächsten zwei Runden waren durch diverse Verletzungen und Erkrankungen gekennzeichnet, so dass Bars lediglich noch in 17 Oberligaspielen auflaufen konnte und dabei weitere sieben Treffer für die „Geißbock-Elf“ beisteuern konnte.
Als die Kölner 1952/53 unter Trainer Helmut Schneider sich erstmals für die Endrunde um die Deutsche Meisterschaft qualifizieren konnten, war Bars nur noch in sechs Oberligabegegnungen zum Einsatz gekommen, hatte aber dabei vier Tore zum Erringen der Vizemeisterschaft erzielt. In der Endrunde selbst kam er am 3. Mai 1953, mit 37 Jahren, bei der 0:2-Auswärtsniederlage gegen Eintracht Frankfurt, noch einmal zum Einsatz. Er bildete im Waldstadion zusammen mit Walter Müller, Berthold Nordmann, Hans Schäfer und Gerhard Ihns den Kölner Angriff.
Der zweifache Familienvater war in Köln-Niehl wohnhaft gewesen und war 1963 Rektor einer Kölner Sonderschule geworden. In seiner Freizeit hatte er diverse Amateurvereine trainiert, darunter TuS Lindlar, Blau-Weiß Köln und seinen alten Heimatverein VfL Köln 99.